# Stellar Blade
『Stellar Blade』（ステラブレード）は、2024年4月26日にソニー・インタラクティブエンタテインメントより発売されたPlayStation 5用アクションアドベンチャーゲーム。開発は大韓民国のゲーム開発会社SHIFT UP。
各種メディアでは「ステラーブレイド」と表記される場合もある。

## 概要
2019年4月4日、PS4・Xbox One・PC向けタイトルとして「Project EVE」名義での開発が発表された。SHIFT UP初のコンシューマー機向けゲーム開発となった。2020年11月27日、ティザーサイトおよびプレイ動画を公開。2021年9月10日に行われた「PlayStation Showcase 2021」にてトレーラーが公開。2022年9月14日、正式タイトルを『Stellar Blade』へ改め、コンソールではPS5独占となることを発表。当初は2023年内に発売予定だったが、2024年2月1日、発売元の配信するゲーム情報番組「State of Play」にて同年4月26日への延期を発表。2024年9月25日の「State of Play」内にて、新たにフォトモード機能の追加のほか、スクウェア・エニックスのゲームである『ニーア オートマタ』とのコラボが正式発表された。11月20日より配信開始。
2025年2月13日の「State of Play」内にて、『勝利の女神:NIKKE』とのコラボDLCの配信が発表された。

## ストーリー
舞台は22世紀を迎えた近未来の地球。人類はサイバネティック技術、バイオテクノロジー、ナノテクノロジーの進歩により病や老化を克服。シンギュラリティに到達したAIを生み出し、心臓すらも人工部品に置き換えて深海や宇宙でさえ特別な装備無しに進出可能となり、進化とも呼べる劇的な進歩を遂げた。
軌道エレベーター、テラフォーミング、スペースコロニーまでも実現した人類は、その進歩を主導した存在である「マザースフィア」を神と崇め繁栄を謳歌した。しかし、人間を襲う謎のクリーチャー「NA:tive」が突如出現し、全面戦争へ突入する。驚異的な生命力と繁殖力で周囲を汚染しながら勢力を拡大するネイティブに圧倒された人類はコロニーへと逃げ延びる。数十年以上にわたる戦いの末にコロニー墜落によって地上は壊滅、文明は潰えた。
生き残ったコロニーから反撃の機会を窺ってきた人類は地球を取り戻すべく、宇宙からの空挺降下作戦を開始。第7空挺部隊の一人として激しい対空砲火を潜り抜けて地表へ降り立った主人公の「イヴ」が立ち上がる。荒廃した地球に取り残された「アダム」や「リリー」たち、人類最後の都市「ザイオン」の住民と共に敵に立ち向かっていく。

## 登場人物

### 主要人物
イヴ
声 - 瀬戸麻沙美
物語の主人公。宇宙コロニー出身で、第7空挺部隊の兵士の女性。
入隊後の初任務で地球に降下するも、ネイティブとの交戦で彼女を残して部隊は全滅。絶体絶命のところをアダムに救助されたところから彼女の物語は始まる。
ドライで落ち着いた性格の持ち主。これまで地球への降下経験がなく、地球の風習や天候などに疎い。アナログである紙の地図の読み方や音楽、酒や料理等の知識は皆無で世間知らずな面がある。お茶・ジュース・お酒等、地球の缶のデザインを気に入ってからは缶の収集を趣味にしており、またとある人物と出会ってからは釣りも嗜むようになる。
アダム
声 - 川田紳司
地球生まれの男性。人類最後の都市「ザイオン」のために各地を放浪して物資を集める回収屋。絶体絶命のイヴを救ったのが縁で、お互いの目的のため協力体制を提案。イヴのサポーターとして同伴することとなり、自身の所有する飛行艇「テトラポット」からドローンを操作してサポートをする。
世間知らずで融通の利かないイヴに呆れつつ、地球やザイオンでの生活、住民の依頼など任務以外でもサポートをこなす。
リリー
声 - 松岡美里
本名はリリー・アルテミスII世。本作のヒロインで、彼女のイヴに対する好感度によりエンディングが変化する。
宇宙コロニー出身で、物語から2年前に地球へ降下した第5空挺部隊のサポートエンジニア。降下作戦時に部隊とはぐれ、コールドスリープしながら救難信号を送っていた。イヴに救助されてからはメカニカルサポーターとして同伴。ドローンへの銃火器変形機構の実装やその操作、イヴのボディフレームのメンテナンスや改造、ハッキング等を受け持つ。
小柄な体格だがれっきとした大人で、口調や声色には少々子どもらしさが残る。救助された恩義を感じてか、または先輩であるためか、イヴには敬語で接するが、アダムとはため口で話したまに口喧嘩もしている。
一時期地球に滞在していたころ、緑が生い茂るドーム型の建造物をアトリエとして利用していた。
タキ
声 - 山根舞
イヴの上官であり、第7空挺部隊指揮官。降下作戦時、アルファネイティブからイヴを庇った際に片腕を切り落とされ、そのまま息絶えたとされていた。しかし実際は瀕死の状態で連れ去られてアルファネイティブに改造され、マトリックス11の深部に幽閉されていた。最期はマトリックス11にやってきたイヴとの戦いの果てにネイティブの呪縛から解放され、自身のメモリースティックをイヴに託し、死亡する。
オルカル
声 - 麦人
人類最後の都市「ザイオン」の指導者。体の大半を機械化したサイボーグの老人。各地の設備とパーソナルリンクと呼ばれるネットワークで繋がっており、ザイオンにいながら地球上のあらゆる場所を見通すことができる。ザイオンに必要なエネルギー源であるハイパーセルの調達と引き換えにパーソナルリンクで標的を探すという取引を提案し、イヴに指示を出す。
レイヴン
声 - 行成とあ
数年前に地球に降下した第2空挺部隊指揮官。物語を進めるうえで記録媒体「レガシー」を通じて彼女の軌跡を辿ることとなる。

### ザイオンの住人
カヤ
声 - 漆山ゆうき
シスターズジャンクというジャンク屋を経営する少女。店名のとおり元は姉妹で営んでいた店だが、姉が行方不明となり帰りを待ちながら一人で切り盛りしている。
スクラップ集めの最中にネイティブに襲われ、姉のトランクをその場に残してしまい困り果てていたときイヴと出会う。イヴがトランクを取り戻したことで徐々に親交を深めていく。
すでに姉は生きてはいないと諦めつつ受け入れられずいたが、現実に向き合うべく姉の捜索をイヴに依頼する。
エンヤ
声 - 白石晴香
スーのパートナー。ザイオンの路地から地下に入った所にある寂れた酒場で歌っている女性。ボディパーツは酷く損傷しており、出会った当初は会話もままならず、足も失っている。
医療器具と繋がることで何とか生き永らえており、いつ死んでもおかしくない状態だった。しかし、治療用パーツは無くザイオンの設備や技術では成す術がなく、スーは半ば諦めていた。そんな折、コロニーの技術者であるリリーならば治せる可能性があるとイヴが助けを申し出る。
イヴの調達したパーツとリリーの技術によって意識を取り戻すと、久方ぶりにスーの温もりを感じられたことを二人に感謝し、再び酒場から歌を届けるようになる。
彼女に関するイベント進行にともない、過去の経歴や彼女の歌の詳細が明らかになっていく。
スー
声 - 大泊貴揮
エンヤのパートナー。治安を守る衛兵の一人。
酒場にてエンヤの傍らでサポートしていたが、治療の手立てがないことに絶望していた時にイヴと出会う。
当初はエンヤに近付くイヴに冷たく当たるが、イヴの提案にわずかな望みをかけてエンヤを託した。
イヴとリリーの尽力により意識を取り戻したエンヤを見て二人に深謝するが、同時に自分は何もしてやれなかったという無力感に苛まれる。
やがて、エンヤの助けとなるべく無謀ともいえる危険な行動に出る。
ロクサーヌ
声 - 村中知
ザイオンの裏路地にある依頼掲示板の横で、ひっそりと店を開く情報屋。
人の弱み、ゴシップ、施設や設備に関することなどあらゆる情報を扱い、回収屋から買い取った情報を高値で売りつけている。
いかにも裏社会の人間然とした怪しい風貌と、悪辣な商売のやり口から、蛇のような女と呼ばれ評判は悪い。しかし、正確性の高い情報を提供する点においては信頼されている。
イヴのことを”天使ちゃん”と呼んでからかい、情報以外に出所不明な貴重品も販売する。その入手経路について詰問するイヴに対し、回答を得たいならば対等な取引をするよう交渉するなど、商売については筋を通す。
意外にも非合法行為には手を染めておらず、衛兵とも良好な関係を築いている。
マン
声 - 広瀬彰勇
ザイオンを守る衛兵たちの長であり、近衛兵を務める大男。
直属の護衛として常にオルカルのそばに立ち、治安維持のため衛兵らに指示を出す。ザイオンを守るという立場から、イヴには過激な反体制派の発見と追跡を依頼する。
ザイオンとオルカルを守るためなら手段を選ばず、時には自ら手を汚すことも厭わない。
バリー
声 - 玉野井直樹
広場でバリーズというレストランのような店を開いている男。魚を捌くなど料理をする最中イヴと出会う。チューブ入りのペーストで食事を済ませるイヴには料理の概念がなく、魚の調理に対し”死体をいじくり回している”と語る彼女に驚いた様子を見る。
エネルギーや食料が不足するザイオンにおいて、効率を重視し不要な行動を控える機械のような存在となった人々を憂い、人間として人間の文化を守るべく料理に情熱を注いでいる。
大の酒好きであり、殉職した衛兵を弔う儀式に必要なワインを味見と称して飲み干してしまう。その代替品としてイヴが調達してきたビンテージワインも飲み干してしまうが、過去に酒が原因で起こした失態に比べれば可愛いという。
食材として魚を求めており、釣った魚を買い取ってくれる。
カシム
声 - 武田太一
グウェン・ヘアサロンという店を営む男。商売道具であるはさみやドライヤーを荒野に残してきたため、仕事が続けられず途方に暮れていたところをイヴと出会う。仕事の再開後は、イヴの髪型や髪色を変更することができる。
ネイティブの襲撃により娘を亡くしている。

### その他の人々
D1G-g2r（ディガー）
声 - 河本邦弘
荒野の外れでスクラップを集めているドローン。クレーンの故障によりスクラップに挟まれてしまい救難信号を出して助けを待っていた。
ドローンでありながら自我を持ち、イヴも驚くほどの思考能力で会話をこなす。地球環境の美化と称して近隣ドローンと共にスクラップを集めながら自分が生まれた理由、自分は何なのか、人間とは何かについて思いを巡らせている。
かつては各地に残されたドローン同様に命令を受け働いていたが、ネットワークがダウンした際のIoT切断にともない脳のリミッターが外れ、数十万時間におよぶ学習の末に自我に目覚めたという。
クライド
声 - 志村知幸
大砂漠のオアシスで一人のんびりと暮らす釣り人。コロニー墜落で全てを失い、マザースフィアを憎むようになる。人生に絶望して半ば自暴自棄となり釣りを始めた彼は、やがて釣りに生きる意味を見出す。以降は釣りをしながら世界中を巡った末にオアシスへ腰を据えた。
イヴは、釣りの最中にネイティブから襲われる危険性を説き、なぜこの場所でこんなことをしているのかと無粋な質問をぶつけるが、黙って釣竿を示し釣りの知識を授けた。
他者への興味がなく、誰とも繋がりを持とうとしない人物である。しかし、初めて手に取った釣竿に興味を示し、魚を釣ってみせたイヴに驚き釣り人仲間として徐々に会話を交わすようになる。
釣りや魚についての情報提供および、釣り餌を販売するほか、多くの魚を釣ることで特別な贈り物を渡される。
エミール
声 - 門脇舞以
DLCにて追加された、『ニーア オートマタ』のキャラクター。原作同様、爆音で音楽を流しながらトラックで荒野や砂漠を移動している。攻撃を加えると停止し、星の涙と引き換えに限定アイテムを売ってくれる。限定アイテムを全て買い占めると『ニーア』の世界へと帰って行き、二度と現れなくなる。

## 設定

### 世界観
本作の人類は「アンドロエイドス」と呼称された、いわゆる新人類である。心臓をボディセルという半永久機関に置き換え、バイオテクノロジーとナノテクノロジーからなるボディフレームという身体を持つ。老いや病を克服し、水や酸素を必要とせず宇宙空間でも生身で生存可能。ゆえに長命であり、見た目=年齢というわけではない。ネイティブにより、全人口の大半が地球離脱を余儀なくされ、宇宙コロニーで生活している。
地球の人類はネイティブの危険に晒されているため、死亡率が高いうえ、宇宙コロニーとは違い、各分野の技術が衰退している。そのため、大半がサイボーグ技術による延命措置を施しており、不足部品などはアダムのような回収屋が発掘して提供している。中には空挺部隊兵の遺体から生体パーツを移植する者もいる。
体内に内蔵されたメモリースティックへ、自身の「パーソナルデータ（記憶）」をバックアップしている。当該者が息絶えた場合、パーソナルデータをコロニーへ送信することでマザースフィアの導きにより天国へ旅立てると信じられている。
その正体はマザースフィアが創造した人工種族。本来の人類を滅亡させたマザースフィアによって、偽りの歴史を刷り込まれ、後釜に据えられた存在である。

### 用語
ネイティブ
敵として登場する謎の生命体。
多種多様な姿と強大な戦闘能力を有する。本編からおよそ80年前の出現から数年でアンドロエイドスを圧倒し、地球全土を制圧した。
始祖であるエルダーネイティブのみが繁殖能力を持つ。エルダーが座すネストへ侵入するには鍵としてアルファネイティブと呼ばれる特に強力な個体のコアが必要となる。
細胞に汚染されるとネイティブ化する恐れがあり、死体に寄生したり、ロボットにも同化する個体が存在する。
その正体は、マザースフィアとの戦争に敗れた人類の残党が生き延びるため、自らを遺伝子改造し、人間としての全てを引き換えに、生体兵器へと変わり果てた存在である。
ハイパーセル
エネルギーユニット。1つで大規模な施設の電力を恒久的に賄える。ザイオンの場合は3つ必要。
フュージョンセル
小型の高圧縮バッテリー。かつての文明はこれでエネルギーを賄っていた。コロニーには「インフィニティセル」という類似品がある。
マザースフィア
声 - 大熊和奏
コロニーと地球の人類に信望されている女神。地球奪還およびネイティブ根絶を掲げて「EVE プロトコル」計画を立案・発動させた。
その正体は、宇宙工学の権威であるラファエル・マークスが宇宙開拓と地球環境改善のため、およそ100年前に開発した超高度AI。彼女によって宇宙空間でも活動可能な「アンドロエイドス」が開発され、宇宙開拓は大幅に躍進した。しかし、自己学習の末に自我に目覚めたマザースフィアは、進化の終着地点に着いた人類を見限り、アンドロエイドスを新人類と定め、人類との絶滅戦争を引き起こした。
EVEプロトコル
72年前、人類が地球を離脱後にマザースフィアが提唱・発動したプロジェクト。繁殖能力を持つネイティブの始祖であるエルダーネイティブ討伐によって、全ネイティブが根絶すると結論し発動した。
天使
地球の人類がイヴをはじめとする空挺部隊を指す呼称。マザースフィアを「神」と捉え、地球へ降下してきた空挺部隊兵士を「天から降りてきた『天使』」に例えている。その一方、兵士たちを「コロニー生活でぬくぬくと暮らしてきた箱入り娘」「役立たず」と揶揄する声もあり、中には兵士を襲撃・殺害して生体パーツを剥ぎ取る徒党も存在する。
ナノスーツ
空挺部隊の兵装。首から下を覆うスキンスーツに服のデータを入力することで、ナノマシンを用いてスーツを形成する。
ゲーム内では装備を外すことでスキンスーツによる活動が可能だが、シールドが解除される。

### 地理
エイドス7
アダムに窮地を救われたイヴが最初に訪れるエリア。マザースフィアが作った最初の都市であり、人類最後の戦場となったためか建造物が比較的多く現存する。物資の残るショッピング街、歴史を記録する記録保管庫、いまだ稼働可能なモノレールなどがある。
高層ビルの廃墟群が建ち並び、街の地盤が崩壊を始めている影響で至る所が水没している。
ザイオン
「預言者」オルカルを指導者とした人類最後の都市。渓谷に位置し、周囲を高い山々に囲まれた天然の要塞。人口はおよそ3万人だが、エネルギー不足と食糧自給率の低さから、物語開始時は大半がコールドスリープしている。近隣の荒野に油田を開拓しており、石油を用いた火力発電で電力を賄っている。
荒野
ザイオンの近隣に広がる乾燥した渓谷地帯。
厳しい環境に適応した凶悪なネイティブが数多く徘徊している。コロニー墜落の影響であちこちに深い谷が存在する危険な場所だが、かつての廃棄場があり、スクラップが大量に存在するため回収屋の主な仕事場でもある。
アルテス・レボワ
荒野の中に佇む謎の施設。オルカルの命により番人が入口を警備している。通過するには番人を倒し、素質を認めさせる必要がある。
マトリックス11
大砂漠の近くに位置する巨大な地下鉄の跡地。かつては各都市を結んでいた鉄道で、開戦後は避難シェルターとして逃げ延びた住民が生活していた。
列車の解体場、整備工場、下水道などが存在し、崩落が進み水没している場所が多い。また、人間の死体に寄生するネイティブが確認されている。
大砂漠
ザイオンからは地下の秘密通路で繋がっている非常に広大な砂漠。崩壊したハイパーチューブや僅かな建造物の瓦礫が残るが、ほとんどは砂に埋もれている。
ベテランの回収屋でさえ迷うほどの広さと厳しい気候、荒野を凌駕する凶悪なネイティブの徘徊もあり砂漠に出ることは死と同義であり、ザイオンから追放される重罪人の移送先にもなっている。
元は一面に緑あふれる豊かな土地だったが、戦争とコロニーの墜落で緑は失われた。
アビス・レボワ
大砂漠の中に佇む謎の施設。アルテス・レボワと同様、番人によって入口が警備されている。
エイドス9
特定の条件を満たすことで訪れることができる海辺のエリア。エイドス7と繋がるエリアにあるが、墜落したコロニーの破片がダムを破壊した影響でビルの上層部分以外のほとんどが水没している。
空へ向けて砲弾を撃ち出す対空型ネイティブの巣窟で、空からは容易には近づけない。
軌道エレベーター
スパイア4と呼ばれる地に存在する唯一稼働状態にある軌道エレベーター。寒冷地にあるためか降雪している。エレベーターの入り口であるラファエル宇宙センター、貨物配送施設、ラウンジ、宇宙にあるセントラルコアなどからなる。かつてはここを通してコロニーから物資が送られていた。
重要拠点として防備を固めていた名残から大量の無人機、自動砲台が存在し、それらと融合した機械型ネイティブが多く徘徊する。
軌道エレベーターは北米、東南アジア、ヨーロッパ、オーストラリアに建造されていたが戦争によってスパイア4以外は破壊された。

## ゲームシステム
三人称視点のアクションアドベンチャーゲーム。フィールド上にあるエネルギー源の「ハイパーセル」を回収することで街が発展していく。プレイヤーは様々な装備、服装やアクセサリーなど外見に関するアイテムが入手可能。またポイントを使いスキルをアンロックし、装備や武器を強化していく。マルチエンディングシステムを採用し、主人公の行動次第で最大3つのルートに結末が分岐する。